# Dżamrin
Dżamrin – wieś w Syrii, w muhafazie Dara, w dystrykcie Dara. W 2004 roku liczyła 1000 mieszkańców.